# David Calder (veslač)
David Calder , kanadski veslač, * 21. maj 1978, Victoria, Britanska Kolumbija. 
Calder je leta 1996 končal Brentwood College School v Mill Bayu.
Za kanado je v dvojcu brez krmarja nastopil na Poletnih olimpijskih igrah 2008 v Pekingu. Kanadski čoln je takrat osvojil srebrno medaljo. Calderjev soveslač takrat je bil Scott Frandsen, ta medalja pa je bila prva kanadska medalja na teh igrah.
Pred tem je Calder leta 2003 na svetovnem prvenstvu v Milanu v osmercu osvojil zlato medaljo. Nastopil je tudi na Poletnih olimpijskih igrah 2000 v Sydneyju in na Poletnih olimpijskih igrah 2004 v Atenah. V Sydneyju je nastopil v osmercu, ki je osvojil sedmo mesto, v Atenah pa v dvojcu brez krmarja, ki se ni uvrstil iz predtekmovanja.